# Scheloribates latoincisus
Scheloribates latoincisus är en kvalsterart som beskrevs av Hammer 1973. Scheloribates latoincisus ingår i släktet Scheloribates och familjen Scheloribatidae. Inga underarter finns listade i Catalogue of Life.